# Limhamns hamnområde

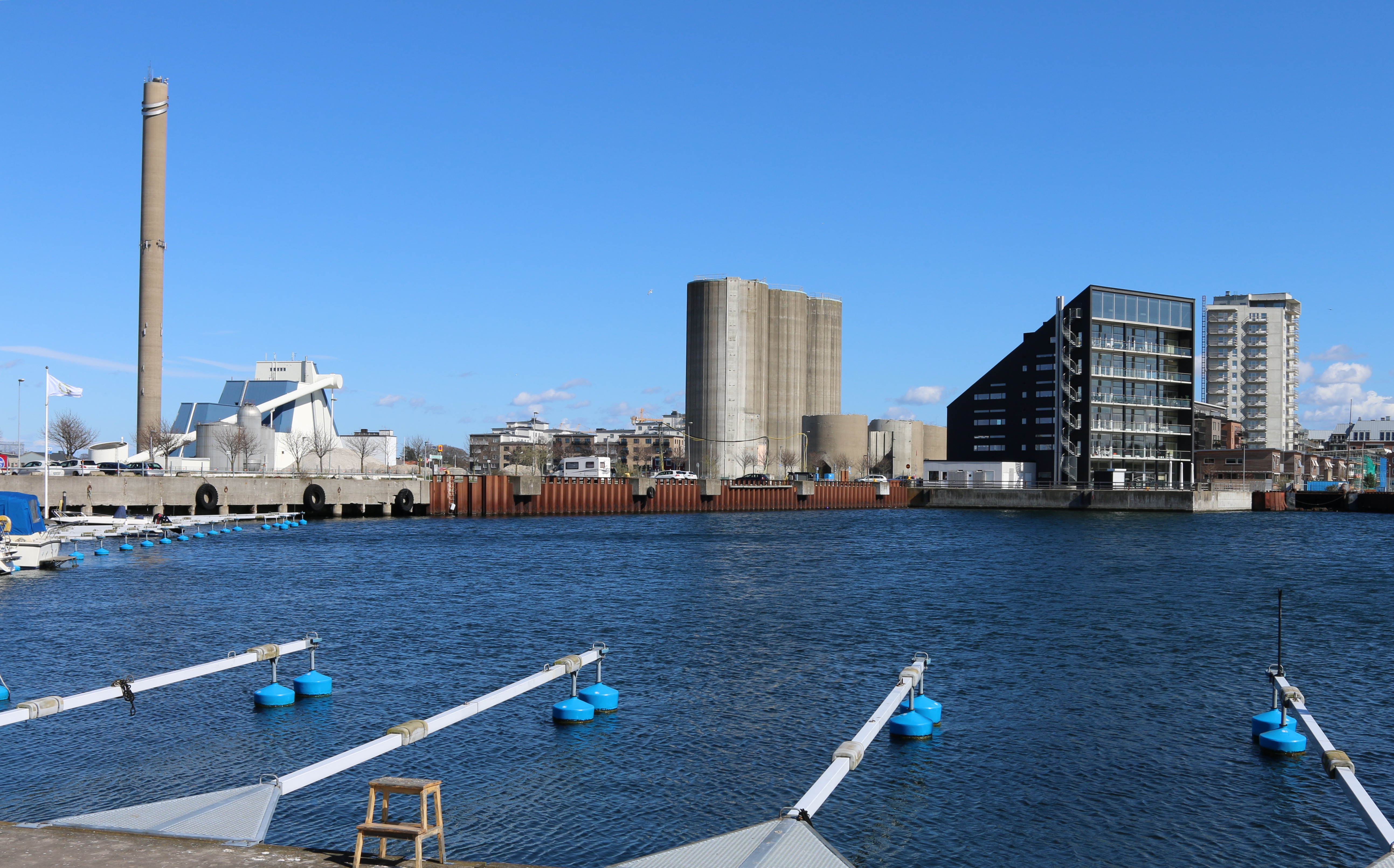
Limhamns hamnområde 2017

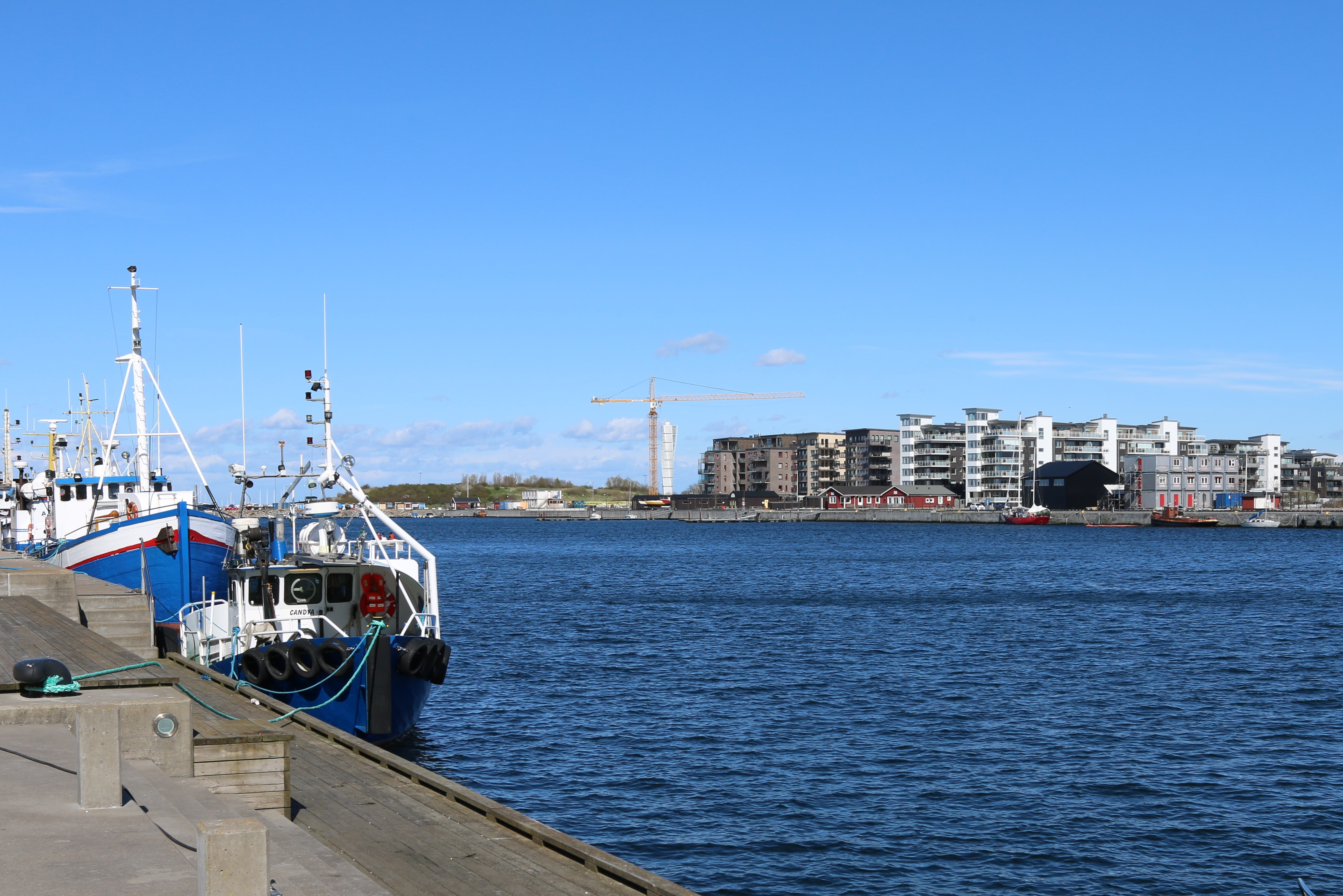
Sundskajen på Ön med Glasbruksområdet mittemot

Limhamns hamnområde är ett industri-, bostads- och fritidsområde i stadsdelen Limhamn-Bunkeflo i Malmö.
Den norra delen av Limhamns hamnområde är industriområdet. Det domineras av cementindustrins byggnader, trots att tillverkningen upphörde redan 1978. Fram till 2010 låg Dresser Wayne AB, som tidigare hette Ljungmans verkstäder här. 1938 byggde Ljungmans sin fabrik för tillverkning av bensinpumpar på området. Företaget hade som mest 550 anställda 1989. De flesta fabriksbyggnaderna revs 2012 och på området uppfördes att antal flerbostadshus.
Fram till 1999 fanns en omfattande färjeverksamhet i hamnen på Dragörkajen. Där gick det bilfärjor till Dragör i Danmark med avgångar varje timme under högtrafik. Färjelinjen lades ned hösten innan Öresundsförbindelsen öppnade. De gamla färjeterminalerna revs 2013 och på Dragörkajen uppfördes flerbostadshus (varav ett höghus), några parhus samt en kontorsfastighet med bland annat restaurang och kafé - den senare färdigställdes 2014.
I fiskehamnen, som är uppdelad i norra- och södra-fiskehamnen, råder ständig verksamhet bland hoddor (bodar) och båtar. En handfull yrkesverksamma fiskare har här sin utgångspunkt, utöver åtskilliga fritidsfiskare och kutterfolk.
I södra delen av hamnområdet ligger Limhamns småbåtshamn, där Limhamns Yacht Club (LYC), Malmö Segelsällskap (MSS) och Limhamns Segelsällskap (LSS) håller till. Småbåtshamnen har drygt 1000 båtplatser och är den största i Malmö-området.
Utanför strandlinjen ligger Ön i Limhamn. Den är inte naturlig utan består av fyllnadsmassor från Kalkbrottet. På ön fanns under mellankrigstiden flygplansfabriken AB Flygindustri, som då tillverkade flygplan åt tyska Junkers på licens.
Numera har en av de gamla fabrikslokalerna blivit skola, Skolan på Ön, och en annan används som motionslokal. Norr om fabriken byggdes på 1980-talet fyra flerbostadshus samt på 1990-talet byggdes radhus på Öns södra del. Mitt på Ön färdigställdes 2012 ett högre flerbostadshus. På Öns norra del har inget byggts ännu på grund av diskussioner om markföroreningar från tidigare oljedepåer, planer finns att eventuellt bebygga även denna del samt skapa en park för rekreation.
Innanför strandlinjen (refererat ovan som industriområdet) utvecklas hamnområdet - även känt som det gamla Glasbruksområdet - till ett modernt bostadsområde . Det nya området har fått namnet Limhamns Sjöstad.
Kajen längs vattnet, med namnet Glasbrukskajen, har förnyats som ett brett promenadstråk samt en förlängning på Ribersborgsstranden. Högre kajhus uppfördes, varav två kvarter färdigställdes 2013. Glasbrukskajen inrymmer även klubbstugor för Malmö Sjöscoutkår, KFUK-KFUM:s Sjöscoutkår, båtklubben ÖPBK samt Öresunds Sjövärnskår.
Innanför kajen färdigställdes 2014 en ny park, Glasbruksparken. Runtom parken uppfördes radhus och stadsvillor längs nyskapade gator, varav två kvarter har färdigställts under 2013 och 2014. I området finns även en låg- och mellanstadieskola, Glasbruksskolan, som ligger i den östra delen av parken och som invigdes hösten 2016.
Mellan Limhamns Sjöstad och Limhamns småbåtshamn ligger Limhamns värmeverk, Cementas gamla siloanläggning samt den gamla färjeterminalen på Dragörkajen. Limhamns värmeverk kommer att rivas när fler fjärrvärmeledningar har dragits till Limhamn. Den gamla siloanläggningen har delvis rivits och skapat plats för ytterligare ett nytt område, Limhamns Läge, där både radhus och flerbostadshus uppförs (fram till 2017). Det första flerbostadshuset samt även radhusen färdigställdes 2015. En park, Cementparken, skapades 2015. I nästa etapp kommer några silor att bevaras för bostadsändamål.